# 高尾美有
高尾 美有（たかお みゆ、1996年1月16日 - ）は、日本の女優、モデル、元アイドル。岡山県岡山市出身。

## 経歴
- 2006年、岡山全日空ホテル開業1周年記念「夏休みポストカードコンテスト」最優秀作品受賞、ポストカードの図柄に採用される。
- 平成21年度瀬戸大橋絵画コンクール最優秀賞受賞。
- AKB48の10期研究生候補生であった（経緯は後述）。
- 2011年4月から2012年3月の1年間、津山ご当地アイドルSakuLoveのメンバーとして活動。
- SakuLove卒業後の2012年5月、コンベックス岡山で行われたメイクコンテスト岡山予選にメイクモデルとして出演しギャラリー賞を受賞[2]。
- 2012年9月、倉敷市のモデル・芸能事務所「有限会社Stylish（以下Stylish）」所属のジュニアモデル杉本優美とアイドルユニット「my♪ラビッツ（マイ・ラビッツ）」を結成し[3]、2014年3月の卒業まで約1年半（休止期間を除くと実質1年）活動。
- 岡山大安寺高校[4]およびmy♪ラビッツ卒業後は帝京大学に進学。2014年10月、帝京大学のミスコンテスト「青舎祭ミスキャンパスコンテスト2014」に参加し、準ミスに選出[5]。
- 2015年1月15日から、スペースクラフト・エンタテインメントにキャンパスクイーンとして所属。
- 2015年3月から、「JDクイーン」（スーパー耐久シリーズ2015のテレビ放送リポーター）の一員となり、同月開催のツインリンクもてぎ戦と、9月開催の（高尾の地元である）岡山国際サーキット戦をリポート。
- 2018年3月、帝京大学を卒業。[6]
- 2018年12月4日、篠山紀信が撮影したヘアヌード写真集『Première Takao miyu』をリリースした。撮影はアートの聖地である清春芸術村で行われた。
- 2019年7月31日付で、スペースクラフト・エンタテインメントを退社。
- 2020年1月7日、5年間続けてきた東京ドームでのビールの売り子を卒業した事を発表。
- 2020年5月1日から、劇団ひまわりグループの砂岡事務所に所属。[7]
- 2020年9月25日、新陰流居合道1級を拝命。[8]
- 2021年3月15日、新陰流居合道初段を拝命。[9]
- 2025年4月25日、東京深川地域メディア「みゆさんぽ」の連載がスタート。

## my♪ラビッツ
- Stylish所属のガールズユニット「S-Qty」の妹分ユニットで、2012年9月22日にタワーレコードアリオ倉敷店で行われたS-Qty1日店長イベントに"店長見習い"として登場し、デビューイベントを行った。
- ユニット名の由来は、2人の名前の頭文字（美有のm・優美のy）を組み合わせてウサギ（ラビッツ・rabbits）のような愛らしさ（♪）を加えたもので、Stylishの鳥井貴美子社長が考案した。キャッチフレーズは「明日の元気をあなたにお届け！」。
- 2013年3月10日、倉敷市内にあるライブハウス「倉敷REDBOX」にてmy♪ラビッツとして初のワンマンライブを開催。「観客数50名以上で定期ライブを開催する」という目標が設定されたが、公演当日が杉本の誕生日ということもあり50名以上の動員に成功、2013年5月から毎月第1日曜日に倉敷REDBOXにて定期ライブを開催することとなった。しかし毎月観客数50名以上を達成しなければならず、5月5日に行われた初回公演の観客数が50名に達しなかったため、6月以降の公演は白紙となった。
- 2013年6月5日、1stシングル「うさぎちゃんHAPPy」をリリースした。まゆちゃん（Cutie Pai）作詞・作曲、tessy（CANDLES）編曲。またデビューイベントで披露し、その後もライブ・イベントでカバーし続けているCutie Paiの楽曲「トゥルルンテレフォン」のmy♪ラビッツバージョンも収録されている（作家陣は「うさぎちゃんHAPPy」と同じ）。
- 2013年9月11日、大学入試に向けた受験勉強のため、同月28日に倉敷REDBOXで行われたデビュー1周年記念ワンマンライブから当分の間ライブ・イベントへの出演回数を減らすと発表。ただし、1周年記念ワンマンライブ以降は後述の卒業ライブまで一切ライブ・イベントに出演しなかったため、事実上の活動休止といえる。高尾の活動休止期間中は、Stylishが運営する芸能学校「STYLISH ACADEMIC SCHOOL」に在籍するアイドル候補生によるユニット「リトルスター★」が杉本と共演していた。
- その後、岡山県外の大学（帝京大学）への進学に伴い岡山県内での芸能活動が困難になることから、2014年3月16日に倉敷REDBOXで行われた「Stylish 10th Anniversary 奇跡の軌跡 vol.1～my♪ラビッツ優美生誕祭 & 美有卒業ライブ～」への出演をもってmy♪ラビッツを卒業、約6ヶ月ぶりの復帰公演がそのまま卒業公演となった。なおmy♪ラビッツには、高尾の卒業と同時にリトルスター★から2名が加入、杉本をリーダーとする3人組ユニットとして再始動した。
- 杉本も2015年3月に卒業し、ユニット名の由来となった2人はいなくなったが、ユニット名はそのままで現在も活動中。

## 人物
- 特技は絵を描くことで、前述の通り岡山県内のコンクール受賞歴もある。またmy♪ラビッツ所属時には、同ユニットのオリジナルTシャツのイラストも手がけた。
- 中学時代に友人の影響でAKB48の渡辺麻友を見て好きになった[10]ことからアイドルを目指すようになり、AKB48の10期研究生オーディションに応募し研究生候補生となった（同期に市川美織、入山杏奈、加藤玲奈など）。当初はダンスで他の候補生から出遅れるも、レッスンを重ねることで差を縮めていったが、最終審査で不合格となり研究生昇格は果たせなかった。その悔しさから、AKB48オーディション再挑戦ではなく「岡山から日本一のアイドルを目指す」ことを目標に掲げた。そこからSakuLove、my♪ラビッツ、準ミス帝京を経て、現在は黒谷友香・栗山千明らを擁するスペースクラフト・エンタテインメントに所属するタレントとなる。

## 出演

### テレビ
- 少女たちの日記帳 ヒロシマ 昭和20年4月6日〜8月6日（2009年8月6日、NHK）
- ジョブチューン（2015年5月30日・6月6日・7月18日、TBS） - アシスタント
- アリよりのアリ（2016年1月28日・2月4日、TBS）
- ニッポンの今がわかる!選択クイズ無限大（2016年2月19日、フジテレビ） - 出題VTR出演
- 踊る!さんま御殿!!（2018年7月11日、日本テレビ）- 再現VTR[11]
- 今野敏サスペンス 機捜235（2020年4月24日、テレビ東京） - 向井里美 役
- THE MANZAI 2021 マスターズ（2021年12月5日、フジテレビ） - ビートたけしのオープニングコント[12]
- ダウンタウンのガキの使いやあらへんで!（2023年7月9日・16日、日本テレビ）- 遠藤vs陣内vs蛍原 真の大根役者頂上決戦 CA役[13]
- ダウンタウンのガキの使いやあらへんで!（2025年8月17日、日本テレビ）- ランジャタイ国崎プロデュース『GOING GOING HOME』30周年記念MVを作ろう! メイクアシスタント役[14]

### ラジオ
- PLEASE JOGIN（2016年7月2日 - 2018年10月20日、FM-FUJI）

### CM
- 日本マクドナルド「怪盗ナゲッツ」女子大生篇（2016年12月6日-）[15]
- ノートルダム清心女子大学（2018年5月25日 - ）[16]
- Creema「3姉弟のおうちパーティー篇」(2020年12月23日)

### 映画
- 消せない記憶（2023年公開）[17]
- 密殺! Ⅱ THE MISSATSU 激闘篇（2023年4月劇場公開、坂東聖監督） - 鹿島沙樹 役[18]
- 兎姉妹（2024年8月23日、遠藤大介監督） - 企画•プロデュース・脚本・主演・佐々木橙 役[19]
- シ•ン•ラ•イ（ 亜崎敬司監督）第一章 ヒロイン•望月加奈多役

### 舞台
- 曇天プラネタリウム（2018年5月16日 - 20日、浅草六区ゆめまち劇場） - 真琴 役
- アシタボシ2018 ～明日行きの列車は今宵、満天の星の海を～（2018年8月16日 - 19日、ラゾーナ川崎プラザソル） -　雪組 若松那由多 役[20]
- Partners パートナーズ〜ありがちな結婚〜（2019年4月11日 - 14日、築地本願寺ブディストホール） - ヒロイン[21]
- レッドスネーク、カモン!（2019年10月5日 - 13日、三越劇場）　- 真弓 役  監督：児玉宜久
- ～倉山の試み～shojie's collection（2020年10月15日 - 23日、下北沢スターダスト）- 作:小路紘史　演出:倉本朋幸(オーストラ・マコンドー)

### ショー
- Girls Award：2019年 春／夏（2019年5月18日、幕張メッセ）

### 雑誌
- アサヒカメラ 2019年1月号（朝日新聞出版）
- 東京トレンドランキング 2019年2月号（Let's enjoy Tokyo）

### 写真集
- 篠山紀信『Première 高尾美有』（2018年12月4日、小学館）
- 篠山紀信『Première ラリューシュの館 結城モエ 松井りな 高尾美有』（2019年1月23日、小学館）

### WEB
- 週刊ジョージア
  - 男の流行りモン講座 - ミスキャンパス特集（2015年6月）
  - 義理チョコQueen決定戦（2016年2月）
- すれ違い美女（2015年8月14日）
- デジタル写真集「キャンパスクイーンコレクション―あの大学の、気になるあの子たち―」（2015年10月29日、根本好伸・撮影、文藝春秋電子書籍編集部・編）キャンパスクイーン13名のオムニバス写真集
- AEON TOPVALU SELECT「ギリシャヨーグルト 脂肪ゼロ」PR動画コンテスト3「彼女たちの秘密編」（投票期間：2015年12月16日 - 2016年1月15日）
- デジタル写真集「キャンパスクイーンコレクション　晴れ着スペシャル」（2016年1月29日、根本好伸・撮影、文藝春秋電子書籍編集部・編、無料配信）
- 岡山県PR動画「ハレウッド」(2017年)-主演女優
- GYAO!オリジナル ニュースな女子大生と加藤浩次 ＃1 野球場売り子バイトの実態（公開日：2018年03月28日）
- 球場｢ビール売り子｣たちの可憐でアツい戦い（2018年7月31日、東洋経済ONLINE）[22]
- 女優・高尾美有インタビュー「篠山紀信撮影の写真集で「覚悟」を決めた元キャンパスクイーンが初ヒロイン役を掴むまで」（2019年4月3日、白澤正・撮影、文藝春秋電子書籍編集部・編、無料配信）
- ユニバーサルオーディション「ルーツ～コロナは私を殺せない～」短編映画「スナックルーツ」(2020年10月1日)